# Борьба с безработицей
Борьба с безработицей — комплекс мер по уменьшению уровня безработицы.
Методы борьбы с безработицей определяются властями конкретной страны и государства. Для эффективной реализации этих методов требуется выявить факторы, детерминирующие соотношение спроса и предложения рабочей силы. Очевидно, что только факторно-ориентированная политика воздействия на рынок труда может принести результаты. Сокращение безработицы является чрезвычайно сложной задачей, так как существует множество её типов. Поэтому невозможно выработать единый способ борьбы с безработицей, и любому государству приходится использовать различные методы для решения этой проблемы. Описанные ниже меры рассматриваются применительно к рыночной экономике, но некоторые могут применяться в рамках командной экономики или только в ней, о чём будет особо отмечено.

## Классификация методов борьбы с безработицей по принимаемым мерам
Различают активную и пассивную политику занятости.

### Активная политика на рынке труда
Не все из мер активной политики считаются эффективными и могут подвергаться критике, так как степень их воздействия на уровень безработицы трудно проверить. Существуют разные методы активного влияния на рынок труда, вот некоторые из них:
Монетаристы считают такие меры несостоятельными, указывая на большие задержки в проявлении эффекта этих мер, что, по их мнению, ведёт к непредсказуемости результатов. Позднее монетаристы указывали на эффект вытеснения частных инвестиций в сферу государственных операций, опасаясь, что то, что выигрывает экономика от увеличения госинвестиций, теряется из-за сокращения инвестиций из частного сектора.
1) Непосредственное создание рабочих мест за счёт государственных расходов, чаще всего для выполнения работ в интересах общества. Это, например, работа в области охраны окружающей среды, строительства автомобильных и железных дорог, очистка мест проживания от мусора и так далее. Такой подход является частью кейнсианской модели экономики. Он показал свою эффективность во время Великой Депрессии в США. В общей сложности в 1933—1939 годах на общественных работах в США численность занятых на общественных работах по строительству каналов, дорог, мостов достигла 4 миллионов человек. Одним из примеров использования такой политики являются меры по уменьшению безработицы, проведённые бургомистром Унтергуггенбергером в австрийском городе Вёргль.
2) Стимулирование большого и малого предпринимательства позволяет относительно быстро создать новые рабочие места. Предполагается, что, развиваясь, предприятия будут создавать новые рабочие места, содействуя занятости населения. Основным источником стимулирования малого бизнеса является банковская система, тогда как их поддержка является в основном государственной прерогативой. В странах с рыночной экономикой вмешательство государства в экономическую деятельность предприятий носит преимущественно косвенный характер, то есть путём регулирования налогообложения и кредитно-финансовых механизмов. Наряду с финансовыми, существуют административные методы регулирования, которые в странах с рыночной экономикой сводятся к корректировке законодательства и контролю над его соблюдением. В целом чаще всего применяется субсидирование процентных ставок по кредиту и снижение налогов.
- Меры, объединённые общим названием экономическая дипломатия, заключающиеся в продвижении товаров данной страны на внешнем рынке, поддержке инвестиционных проектов в других странах и привлечении иностранных инвестиций, обеспечении наилучших условий торговли на внешних рынках[10].
- Протекционизм, то есть меры по защите внутреннего рынка от иностранной конкуренции. Позволяет защитить неразвитые и неэффективные отрасли хозяйства страны, снижая безработицу, вызванную поражением предприятий в конкурентной борьбе. Вместе с тем снижается конкурентоспособность национальных предприятий, подрывается международная торговля, монополизируется производство, приводя к различным негативным для экономики последствиям[11].
- Выплата государственных субсидий предприятиям. В данном случае государственные субсидии (называемые ещё дотациями, субвенциями или премиями) используются для стимулирования предприятий к совершению действий, которые они не стали бы осуществлять в обычных условиях в отсутствие подобной помощи ввиду их экономической неоправданности[12]. Субсидии начисляются определённым категориям лиц, а не по географическому признаку. Субсидии, выделяемые на борьбу с безработицей, бывают 3-х видов:
  - Субсидии, позволяющие избежать ликвидации рабочих мест, если предприятие столкнулось с экономическими трудностями.
  - Освобождение предприятий от налогов и выплаты, упрощающие их создание.
  - Полная или частичная выплата государством зарплат и пособий работникам, если в течение длительного времени предприятие не может этого сделать.

3) Воздействие на рынок труда, в том числе с целью его развития. Это
- Принятие мер по перераспределению имеющегося спроса на труд путём побуждения предприятий к уменьшению рабочего времени отдельных работников. Нехватка трудовых ресурсов компенсируется созданием новых рабочих мест. Склонить предприятие к такой политике можно только путём субсидирования.[6][неавторитетный источник] Пигу предлагает делить между работниками не только рабочее время, но и заработную плату, что позволяет снизить затраты на неё. Даже при неблагоприятной конъюнктуре эти меры способствуют уменьшению безработицы.[13] Уменьшение длительности рабочего времени не всегда даёт нужные результаты. В частности, во Франции закон 1981 года о 39-часовой рабочей неделе дал 40 000 рабочих мест вместо ожидаемых 430 000[4].
- Помощь молодым специалистам в интеграции на рынок труда. На рынке труда молодёжь часто оказывается в невыгодном положении по сравнению с более опытными старшими работниками. Особенно остро эта проблема стоит в государствах, в которых рынок труда строго контролируется.[4][Примечание 1]

- Улучшение обеспечения рынка труда информацией о существующих вакансиях. Безусловно, если безработный не владеет этой информацией, он не сможет устроиться на работу. Для решения этой проблемы создаются биржи труда, центры занятости и другие подобные частные или государственные организации.[4] Не менее важны систематические исследования рынка труда. Это исследования структуры занятости на полном рынке труда государственных субъектов, проблем регистрируемой безработицы, проблем взаимодействия работника с работодателями, проблем занятости отдельных категорий населения, проблем организации работы службы занятости и её отдельных направлений[14]. Кроме того, могут проводиться различные ярмарки вакансий, дни открытых дверей и тому подобное[1].
- Устранение препятствий мобильности рабочей силы[15]. Важна как географическая мобильность, то есть миграция рабочей силы, так и межпрофессиональная мобильность. Существует тенденция миграции рабочей силы из экономически отсталых районов в экономически развитые, что создаёт проблемы и там, и там. Для решения этой проблемы необходимо концентрировать усилия по борьбе с безработицей в тех районах, где она выше[16]. Существует особый вид мобильности рабочей силы, предполагающий дистанционное управление работником. Работодатель связывается с работником через интернет, даёт ему определённое задание, а затем получает результаты труда также через интернет. Конечно, существуют определённые ограничения такой мобильности: работодателю достаточно трудно оценить результат, если дело не касается обработки информации. Отсутствие активной государственной политики на рынке труда в сочетании с сокращающейся мобильностью населения может привести к социальным конфликтам[17].
- Развитие системы профессионального образования позволяет повысить квалификацию работников, тем самым приспосабливая их к изменениям рынка труда.[4] Особое внимание должно уделяться дефицитным специальностям и профессиям.[1] Недостатком этого метода является то, что он не даёт быстрого результата и увеличивает неравенство среди работников, так как вероятность получения образования повышается в соответствии с занимаемым положением[4]. Однако безработица, вызванная спадом производства или резким увеличением численности трудоспособного населения, не может быть снижена таким образом[1].
- Снижение пенсионного возраста. Это позволяет освободить некоторую часть рабочих мест, но создаёт дополнительную нагрузку на систему пенсионного обеспечения.[18]

- Судебное преследование безработных с целью побудить их к поиску работы (так называемые статьи «За тунеядство»). Этот метод распространён в государствах с плановой экономикой. В СССР лица, не работавшие более четырех месяцев подряд, подлежали уголовной ответственности. Объяснялась такая мера тем, что каждый гражданин СССР был обязан заниматься общественно полезным трудом. Исключение делалось лишь для нетрудоспособных граждан и для домохозяек, имеющих детей. Кампания борьбы с тунеядством особых результатов не дала. Статья просуществовала 30 лет и была отменена 19 апреля 1991 года законом «О занятости населения», легализовавшим безработицу[19].

4) Монетарные и фискальные меры, направленные на повышение спроса и регулирование цен путём борьбы с инфляцией. Такая политика, позволяя уменьшить инфляцию и улучшить сальдо торгового баланса, мало влияет на уровень безработицы Сторонники монетарной теории экономики критикуют такие меры, заявляя, что эти меры будут иметь кратковременный эффект и приведут лишь к росту цен. Исследования показали отсутствие в развитых странах связи между безработицей и инфляцией, но такая связь когда-то существовала. Например, в Соединённых Штатах эта связь явно прослеживалась в 60-е годы, а в 80—90-е инфляция и безработица сокращались одновременно. Также выяснилось, что безработица и инфляция детерминируются большим количеством факторов, причем их набор в каждой стране в определенный период времени уникален, хотя не все специалисты согласны с такой точкой зрения.
5) Политика дерегламентации, предлагаемая либеральными экономистами, предполагает принятие следующих мер:
- уменьшение влияния профсоюзов;
- сокращение разного рода компенсаций;
- отмена минимума заработной платы;
- смягчение правил найма и увольнения работников.[4]

А. С. Пигу и его последователи, считающие, что проблема в слишком высокой заработной плате, предлагают снижать заработную плату и разъяснять профсоюзам, что рост заработной платы, которого они добиваются, влечёт рост безработицы. Ещё они предлагают государству трудоустраивать безработных, претендующих на невысокий доход, в частности, содействовать развитию социальной сферы.
Такая политика является спорной и приводит к состоянию неуверенности работников в завтрашнем дне, побуждает домохозяйства к сбережению доходов, снижая потребление.
Поскольку многие описанные в этой статье меры осуществляются с помощью заёмного капитала, то развитие системы кредитования может помочь их реализации.

### Пассивная политика на рынке труда
Пассивная политика на рынке труда направлена на формирование определённого отношения к безработице в обществе, и сглаживание её негативных последствий.
С точки зрения пассивной политики, Субсидирование занятости — это поддержка безработных, открывающих собственное дело и льготное кредитование.
Помощь в оформлении досрочного выхода на пенсию, с частичным или полным сохранением её размера, в тех государствах, где такая возможность предусмотрена законодательством.
Пособия по безработице поддерживают тех, кто не имеет работы. Они позволяют безработным искать место работы, частично сохраняя прежний уровень жизни, поддерживают внутренний спрос и ослабляют социальное неравенство. Но увеличение количества безработных и продолжительности безработицы создают угрозы финансовому равновесию всей системы пособий. Сторонники политики дерегламентации считают, что повышение пособий по безработице способствует её увеличению, однако существует и противоположное мнение.
Наблюдение за обязательностью выплаты установленного минимума заработной платы и пособий является необходимой мерой для снижения уровня безработицы.
Политика пассивной занятости, в отличие от активной, включает много мер, не уменьшающих скрытую безработицу и ограниченных следующим:
- вопросами учёта и регистрации безработных в её различных проявлениях;
- поиском рабочих мест для безработных, их трудоустройством;
- поиском соответствующих работников на вакантные рабочие места и материальной поддержкой безработных[22].

## Методы борьбы с различными типами безработицы
Общие для всех типов безработицы меры:
- создание новых рабочих мест
- создание бирж труда и иных видов служб занятости.

Меры для борьбы с фрикционной безработицей:
- усовершенствование системы информационного обеспечения рынка труда;
- создание специальных служб для этого.

Меры для борьбы со структурной безработицей:
- создание возможностей для переподготовки и переквалификации безработных;
- поддержка частных и государственных служб, которые этим занимаются;
- протекционистские меры по защите рынка[11].

С маргинальной безработицей:
- социальная защита слабо защищённых слоёв населения;
- борьба с преступностью.

С технологической безработицей:
- повышение квалификации работников;
- сдерживание технологического прогресса и/или замедление темпов внедрения его результатов.

С циклической безработицей:
- проведение стабилизационной политики;[Примечание 3]
- создание дополнительных рабочих мест государством.[23][24]

## Классификация методов борьбы с точки зрения различных экономических теорий
Различные экономические теории предлагают свои варианты уменьшения уровня безработицы.
С точки зрения кейнсианства саморегулирующаяся экономика не может преодолеть безработицу. Сторонники этой теории считают, что уровень занятости населения зависит от величины, называемой «эффективным спросом» (упрощенно — это уровень потребления и инвестиций).
Джон Мейнард Кейнс полагал, что тенденция к неполной занятости, характерная для общества того времени, имеет корни в недопотреблении.
Причиной недопотребления он считал психологические факторы, которые побуждают потребителя к сбережению доходов при их увеличении, что снижает объём инвестиций и, в конечном счёте, влечёт спад производства и безработицу. Таким образом, кейнсианцы, указывая на неизбежность кризиса рыночной экономики, считали необходимыми меры государственного экономического воздействия для достижения полной занятости. Самыми главными задачами они считали повышение эффективного спроса, снижение ссудного процента и увеличение инвестиций.
Монетаристы считали кейнсианские методы неэффективными. В 1967 году Милтон Фридман предположил существование «естественного уровня безработицы», жёстко определенного условиями рынка труда и не изменяемого мерами государственной политики. Использование традиционных бюджетных и кредитных методов увеличения спроса для поддержания занятости выше «естественного уровня», по их мнению, будет иметь кратковременный эффект и приведёт лишь к росту цен. Важным аргументом монетаристов по поводу несостоятельности кейнсианской политики борьбы с безработицей считается непредсказуемость результатов государственного вмешательства из-за больших задержек в проявлении эффекта этих мер. Монетаристские методы регулирования занятости предполагают большие изменения на рынке труда. Монетаристы считают, что пособия позволяют безработным воздерживаться от поисков работы. Отсюда рекомендации отменить эти пособия, чтобы заставить людей работать. Монетаристы считают нужным отказаться от стимулирования экономического роста методом увеличения спроса.

## Факторы, косвенно влияющие на безработицу
Изменение численности и состава экономически активного населения может по-разному влиять на ситуацию. Сокращение числа иммигрантов не оказывает существенного влияния. Перераспределение рабочих мест в пользу местного населения перед приезжими не является эффективной мерой, так как в этом случае последние остаются без работы. Кроме того, зачастую несоблюдение трудового законодательства в отношении мигрантов дает возможность оплачивать их труд ниже, чем труд местного населения. В результате иностранные граждане получают значительно более низкие доходы, чем те, на которые рассчитывают, что нередко инициирует их участие в преступной деятельности, а обособленность существования в чужой стране способствует формированию этнических преступных групп. Гибкость системы оплаты труда, вопреки ожиданиям, не влияет на уровень безработицы. В 1990-х годах в России отмечалась прямо пропорциональная зависимость между объемами денежной массы и показателями занятости.

## Борьба с безработицей в России
После распада СССР в основу программ перехода к рыночной экономике в России были положены монетаристские модели экономической политики. К факторам, влияющим на общий уровень безработицы, относятся процессы, связанные со структурными сдвигами в экономике, развитием новых хозяйственных форм, приватизацией, с введением принципа добровольности труда, а также факторы, замедляющие вовлечение рабочей силы в процесс труда. Тяжелее всего было положение в тяжелой промышленности и добывающих отраслях, ориентированных на внутренний рынок. Сильное влияние на занятость и безработицу в России оказывают региональные диспропорции/
В России 2010 год был назван годом борьбы с безработицей.
В некоторых регионах для безработных были организованы общественные работы, увеличилось кредитование малого бизнеса, организованы курсы по переобучению. Максимальный размер пособия по безработице был увеличен до 4300 рублей. В 2011 году планируется его очередное повышение.
Эффективность мер по организации общественных работ подвергается критике. Эти работы в основном заключались в уборке улиц, благоустройстве территорий, обслуживании общественного транспорта, ремонте памятников культуры. Возможно, организация работ по ремонту и строительству дорог и других объектов инфраструктуры дала бы лучшие результаты.
6,2 миллиарда рублей в 2011 году будет выделено на стимулирование среднего и малого бизнеса. Это востребованная мера как по снижению социального недовольства, так и по общему оздоровлению экономики.
Пособие на открытие собственного дела увеличено с 58 800 рублей (2009 год) до более чем 100 000 рублей. Ключевое условие для получения большего пособия — создание новых рабочих мест для безработных.

«В следующем году безработный, открывающий своё дело, сначала получит все те же 58 800 рублей. Но если в дальнейшем он создаст дополнительные рабочие места и примет на работу официально зарегистрированных безработных, ему выплатят еще 58 800 рублей. Четкий порядок предоставления дополнительных субсидий безработным предпринимателям регионы будут определять самостоятельно при подготовке программ содействия занятости.»— Максим Топилин
В 2009 году минимальное пособие по безработице составило 850 рублей, максимальное — 4300 рублей. На последнее могли претендовать граждане Российской Федерации, уволенные в течение 2009 года и работавшие на последней работе не менее 26 недель. Такие меры снижают социальное напряжение в обществе, одновременно лишая безработных стимулов к труду. Повышенные пособия увеличивают нагрузку на более активную экономически часть населения.
Одной из мер снижения напряженности на рынке труда в 2011 должна стать организация стажировок для выпускников вузов, находящихся под риском нетрудоустройства. В 2011 году стажировки смогут пройти 85,3 тысячи выпускников образовательных учреждений. Трудоустроить стажёров не очень сложно, ведь работодатели зачастую мало платят стажёрам, а иногда и не платят вообще.
Принято решение выделять субсидии 30 000 рублей предприятиям, предоставляющим рабочие места инвалидам. Эта мера может снизить хроническую безработицу. Но такой дотации может быть недостаточно, чтобы заинтересовать работодателей. Ранее предприятиям предоставлялись иные выгоды — налоговые льготы за принятие ограниченно трудоспособных в штат, что привело к тому, что инвалиды формально зачислялись в штат, получая минимальную зарплату.
В 2009 году 189 тысяч человек прошли переобучение. Этого количества недостаточно, так как по данным Центра социальной политики, в этом в России нуждаются ещё 10 миллионов человек.

Рассчитывать на вышеуказанные меры могут только граждане, зарегистрированные в центре занятости.

Статистика:
- 5.4 миллиона человек — общая безработица в России[30][Примечание 4]
- 1.6 миллиона безработных зарегистрировано в центрах занятости[30][Примечание 4]
- 189 тысяч человек прошли переобучение в 2009 году[31]
- 95 тысяч человек нашли работу по программе поддержки малого бизнеса[31]
- Количество зарегистрированных безработных в среднем по России 6,9 %, в Москве 0,7 %[30][Примечание 4]

Есть мнение, что все эти меры не решают принципиально проблему безработицы и даже мешают «излечению страны от кризиса». Мнение это таково:
- Кадровые агентства не способствуют росту занятости, а только помогают компаниям найти нужного высококвалифицированного работника. Остальными безработными они не занимаются, так как не получают за это больших денег.
- Поддерживая неконкурентоспособные предприятия, государство не позволило экономике «вылечиться» от кризиса. Это может привести к новому кризису в начале 2012 года.
- Улучшилась ситуация для высокооплачиваемого персонала, но с рабочими и инженерными кадрами ситуация как была тяжёлой, так и осталась.[32]

«Хотел бы сказать, что эта проблема носит абсолютно индивидуальный характер: нет абстрактной безработицы — есть конкретная безработица, когда конкретный человек лишается работы. Это драма. Из этого нужно исходить работникам, которые помогают искать работу, государству в целом, и поэтому программы поддержки будут продолжены.»— Дмитрий Медведев